# Beauchief
Beauchief är en stadsdel i Sheffield, i distriktet Sheffield, i grevskapet South Yorkshire, i England. Beauchief var en civil parish 1858–1934 när blev den en del av Sheffield. Civil parish hade 143 invånare år 1901.